# عمر الشارف
عمر شريف (ولد في 19 فبراير 1981) هو لاعب كرة قدم مغربي اعتبارا من عام 2004،كان يلعب لمولودية وجدة. وكان ضمن منتخب المغرب في أولمبياد 2004 لكرة القدم، الذي خرج من الدور الأول، حين حصل على المركز الثالث في المجموعة الرابعة، خلف متصدر المجموعة العراق ووصيفه كوستاريكا.

## روابط خارجية
- عمر شريف على موقع عالم كرة القدم.نت (الإنجليزية)
- عمر شريف على موقع أوليمبيديا (الإنجليزية)